# Крозез Ермитаж
Крозез Ермитаж (фр. Crozes-Hermitage) насеље је и општина у источној Француској у региону Рона-Алпи, у департману Дром која припада префектури Валанс.
По подацима из 2011. године у општини је живело 573 становника, а густина насељености је износила 104,56 становника/km². Општина се простире на површини од 5,48 km². Налази се на средњој надморској висини од 130 метара (максималној 367 m, а минималној 116 m).

## Демографија
| 1962. | 1968. | 1975. | 1982. | 1990. | 1999. | 2011. |
| ----- | ----- | ----- | ----- | ----- | ----- | ----- |
| 199   | 220   | 224   | 317   | 375   | 418   | 573   |

График промене броја становника у току последњих година